# Pontificio Collegio Urbano de Propaganda Fide

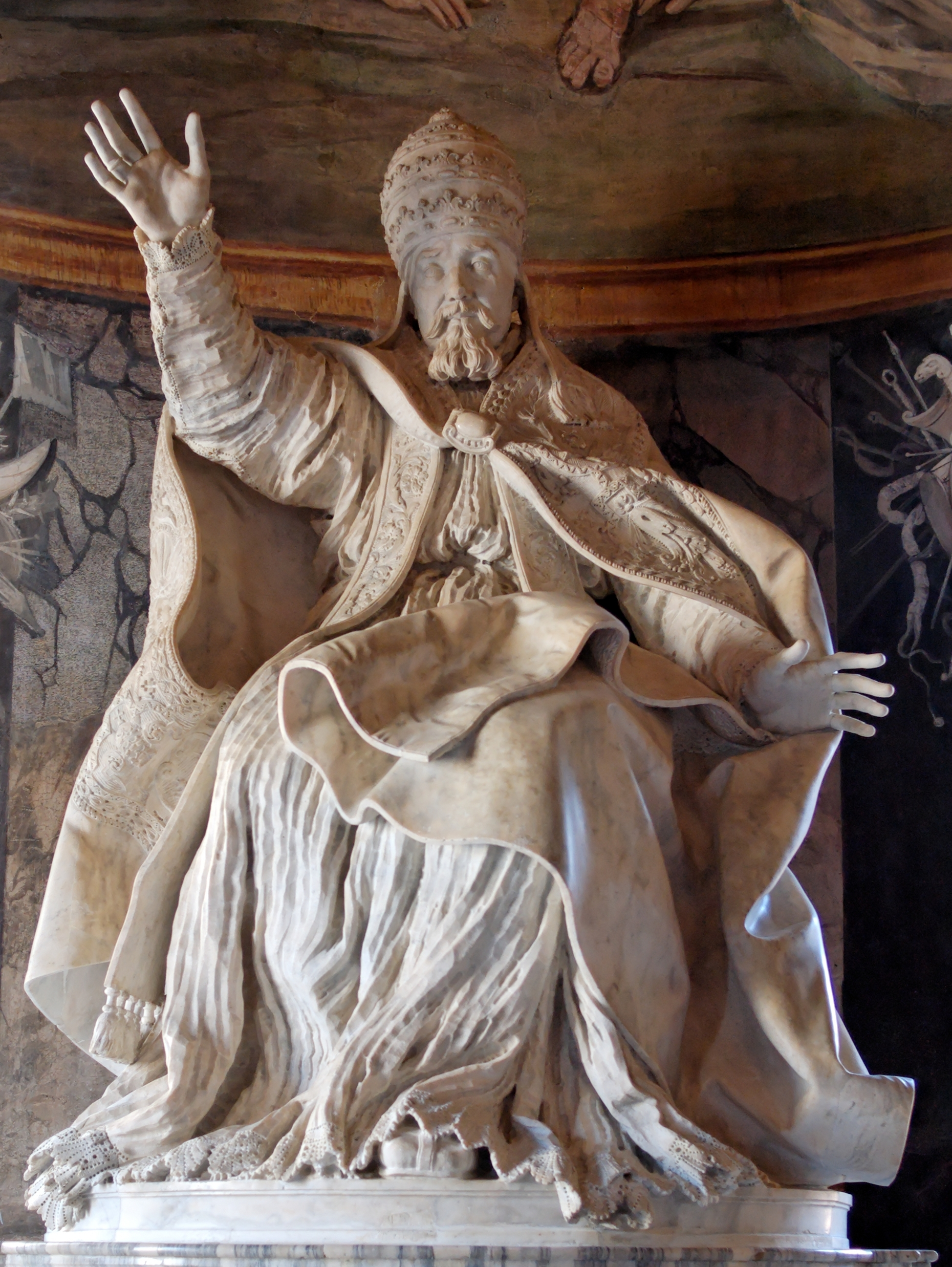
Estátua de Urbano VIII por Bernini

O Pontificio Collegio Urbano de Propaganda Fide (Colégio Pontifício Urbano para a Propagação da Fé}}) foi fundado em 1627 com o propósito de formar missionários para difundir o catolicismo pelo mundo. O colégio foi fundado em Roma pelo Papa Urbano VIII. Num comunicado de 27 de janeiro de 1624, ordenou o investimento de dinheiro e a aquisição do palácio Ferratini na Praça de Espanha; Um dos maiores benfeitores do novo colégio foi o irmão de Urbano VIII, o cardeal Antonio Barberini. Em setembro de 1633, comprou todas as casas e jardins entre o prédio do Colégio e a Igreja de Sant'Andrea delle Fratte. Em 5 de maio de 1634, ele colocou a pedra fundamental da igreja do colégio. Os italianos não eram admitidos no colégio, excepto nas áreas de trabalho missionário - Valtellina e na diocese de Como. Desde o início que os estudantes provinham dos Balcãs, do Norte da Europa e do Médio Oriente.